# He Zhizhang
He Zhizhang (賀知章 Hè Zhīzhāng) (vers 659–744) était poète de la dynastie Tang, et l'un des huit immortels de la coupe de vin.